# Was ihr wollt

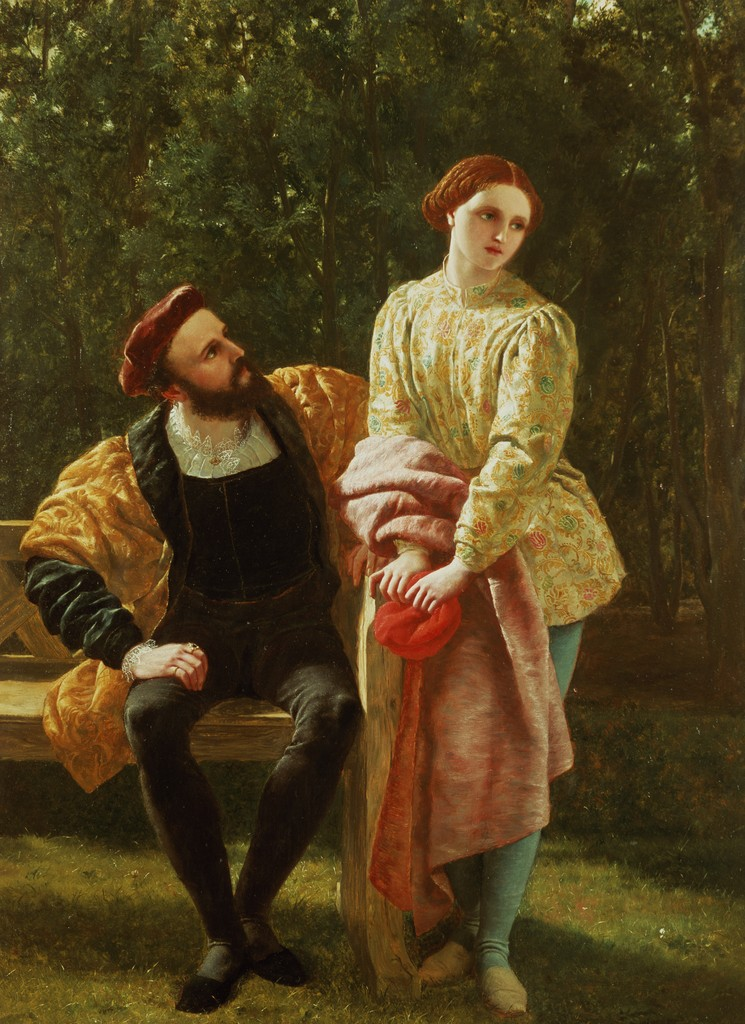
Orsino und Viola von Frederick Richard Pickersgill

Was ihr wollt (frühneuenglisch Twelfe Night, Or what you will) ist eine Komödie von William Shakespeare. Das Werk handelt von der unglücklichen Liebe des Herzogs Orsino zur Gräfin Olivia und dem Schicksal des durch einen Schiffbruch getrennten Zwillingspaares Viola und Sebastian. Als unmittelbare Vorlage für die Haupthandlung diente Shakespeare vor allem die Prosaromanze Of Apolonius and Silla aus der Sammlung Riche his Farewell to Militarye Profession von Barnabe Riche aus dem Jahre 1581. Shakespeare hat das Stück etwa um das Jahr 1601 verfasst. Der früheste Beleg für eine Aufführung findet sich in einem Tagebucheintrag von John Manningham, der es am 2. Februar 1602 im Londoner Middle Temple gesehen hat. Erstmals gedruckt wurde es in der First Folio von 1623. Was ihr wollt ist einer der Höhepunkte in Shakespeares Komödienschaffen und gehört zu seinen meistgespielten Werken.

## Handlung
Viola hat ein Schiffsunglück vor der Küste Illyriens überlebt, bei dem ihr Zwillingsbruder Sebastian ums Leben gekommen zu sein scheint. Sie  beschließt, als Mann verkleidet in die Dienste des Herzogs Orsino zu treten, der über Illyrien herrscht. Orsino ist unglücklich verliebt in die Gräfin Olivia, die aber aus Trauer um ihren verstorbenen Bruder sieben Jahre lang ihr Gesicht verschleiern und die Gesellschaft von Männern meiden will. Die als Mann verkleidete Viola, die sich jetzt Cesario nennt, gewinnt die Gunst Orsinos und wird von ihm beauftragt, seine Liebesbotschaften an Olivia zu übermitteln. Olivia verliebt sich jedoch in den „jungen Mann“ Cesario, während Cesario/Viola Gefallen am Herzog gefunden hat. Auch der Ritter Andrew Aguecheek würde Olivia gerne heiraten und findet Unterstützung bei Olivias Onkel Sir Toby Belch, der es auf das Geld seiner Nichte abgesehen hat, um seine Saufgelage zu finanzieren. Die nächtlichen Ausschweifungen der beiden werden jedoch von dem Verwalter Malvolio immer wieder gestört. Um sich an dem Widersacher zu rächen, beschließen Sir Andrew und Sir Toby zusammen mit der Zofe Maria und dem Narren Feste, dem Diener Malvolio einen Streich zu spielen: Maria, deren Handschrift derjenigen Olivias gleicht, fälscht einen Brief der Gräfin an den Verwalter, der diesen glauben machen soll, Olivia habe ein Auge auf ihn geworfen. Malvolio fällt auf den Inhalt herein und handelt gemäß den Vorgaben des Briefes: Er trägt gelbe Strümpfe mit überkreuzten Strumpfbändern, benimmt sich seltsam und lächelt die ganze Zeit. Wegen dieses Verhaltens erklären Tobias und Maria Malvolio für verrückt und sperren ihn in einen dunklen Raum. Der Eingesperrte wird obendrein gepeinigt, als sich Feste ihm als Geistlicher vorstellt und behauptet, der Raum sei voller Fenster und hell. Die Ereignisse überschlagen sich, als Sebastian, der den Schiffbruch überlebt hat auftaucht und für Cesario gehalten wird. Olivia trifft auf Sebastian, verwechselt ihn mit Orsinos Boten und verliebt sich in ihn. Dann droht Orsino, den vermeintlich untreuen Diener zu töten, was durch das Auftreten Violas jedoch verhindert wird. Am Ende wendet sich vieles zum Guten: Sebastian bleibt bei Olivia, die Zwillinge erkennen einander, Orsino verspricht Viola zu heiraten, Sir Andrew zieht unverrichteter Dinge davon, Sir Toby heiratet das Kammermädchen Maria und Malvolio wird aus seiner Gefangenschaft entlassen.

## Literarische Vorlagen und kulturelle Bezüge
Es gibt eine allgemeine Übereinkunft, dass die Erzählung Apolonius and Silla. von Barnabe Riche die unmittelbare Vorlage für Shakespeares Schauspiel ist.

## Datierung

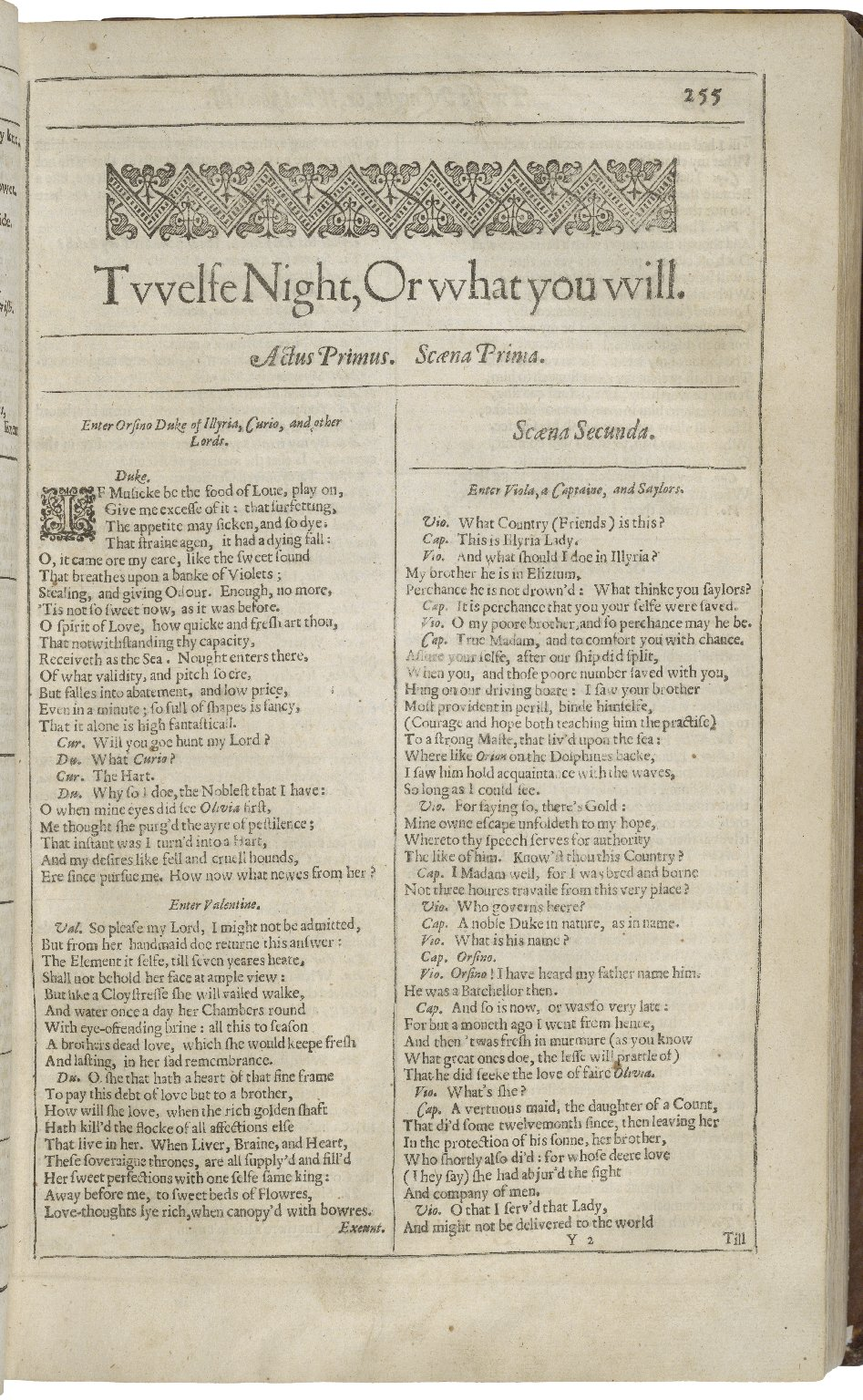
Titelseite des Werkes aus der First Folio von 1623.

Das Werk wurde erstmals von dem Londoner Studenten der Rechtswissenschaften John Menningham erwähnt. Sein Notizbuch ist erhalten und er notierte darin mit Datum vom 2. Februar 1602, dass er im Middle Temple die Aufführung eines Stückes mit dem Titel: Twelwe Night, or what you will gesehen habe. Er vermerkte außerdem, das Werk sei "much like the commedy of errores, or Menechmi in Plautus."

## Text
Der einzige erhaltene autoritative Text des Werkes ist die Folio-Version von 1623. Die Textqualität ist gut und es wird angenommen, dass ein Regiebuch oder eine sorgfältige Abschrift davon die Druckvorlage war.

## Deutsche Übersetzungen
Als früheste deutschsprachige Adaption – wenn auch nicht Übersetzung – gilt der Tugend- und Liebesstreit von 1677. Creizenach vermerkt in seiner Einleitung zu dem Abdruck des Werkes, dass die inhaltliche Verwandtschaft zu Shakespeare unverkennbar sei und sich auch "bei der flüchtigsten Betrachtung aufdränge." Die Namen der handelnden Personen "wiesen aber nicht auf Shakespeare, sondern die Novelle aus welcher auch Shakespeare seinerseits schöpfte", die Geschichte von Apolonius und Silla nach Barnabas Riche. Es gibt eine inhaltliche Verwandtschaft dieser frühen Adaption mit dem Werk Von einem König von Zypern und einem Herzog von Venedig., das 1626 aufgeführt wurde. Creizenach vermerkt darüber hinaus die Aufführung dieses (oder eines ähnlichen) Werkes zur Faschingszeit 1608 in Graz: Von ein Khünig von Zhipern und von ein herzog von venedig, ist auch gar schön gewest. Auch hierbei könnte es sich um eine frühe Adaption von Shakespeares Werk gehandelt haben.

## Gattungsfragen
Was ihr wollt gehört zur Gruppe der späten oder romantischen Komödien.

## Adaptionen
Vertonungen
1932 wurde in der Semperoper in Dresden eine von Arthur Kusterer komponierte Oper uraufgeführt. 1998 fand die Uraufführung der Oper Was ihr wollt von Manfred Trojahn an der Bayerischen Staatsoper statt. Im Sommer 2007 wurde das Stück erstmals in Form eines Musicals, geschrieben von Heinz Rudolf Kunze und Heiner Lürig, in Hannover unter dem Titel Kleider machen Liebe oder: Was ihr wollt aufgeführt. Im Jahr 2018 kam das Musical Twelfth Night – Was Ihr Wollt von Shaina Taub auf die Bühne.
Verfilmungen
Es gibt eine Reihe von Filmen, die sich der Inhalte der Komödie bedienen, darunter zwei aus jüngerer Zeit, die beide die Vorlage an modernere Zeiten anpassen. Die Regie des einen, 1996 als Was ihr wollt (Twelfth Night) aufgeführt, lag bei Trevor Nunn, der die Geschehnisse im 19. Jahrhundert spielen ließ. Hauptdrehort war Lanhydrock House in Cornwall. Aus dem Casting gingen Helena Bonham Carter als Olivia, Mel Smith als Sir Toby, Richard E. Grant als Sir Andrew und Ben Kingsley als Feste hervor. Der andere erschien 2003 als Fernsehfilm von Tim Supple, der Was ihr wollt in die Gegenwart transponierte. In ihm wirkte David Troughton als Sir Toby mit. Das Filmcasting ergab eine ausgesprochen multiethnische Besetzung der Rollen.
1958 produzierte der SFB unter der Regie von Ludwig Berger ein Fernsehspiel unter dem Titel Was ihr wollt, in dem eine ganze Reihe von Stars der damaligen Zeit mitwirkten, wie Joachim Hansen als Orsino, Fritz Tillmann als Junker Tobias, Wolfgang Gruner als Junker Andreas, Theo Lingen als Malvolio und Ursula Lillig als Viola. In Lothar Bellags Fernsehfilm Was ihr wollt (1963), spielten unter anderem Ursula Karusseit, die damit ihr Filmdebüt gab, Günther Simon und Christel Bodenstein. Die DEFA verarbeitete das Thema 1965 beim Spielfilm … nichts als Sünde mit Annekathrin Bürger als Olivia und Herbert Graedtke als Sebastian. Der ORF strahlte 1968 eine Version aus, bei der Dietrich Haugk Regie führte und in der Volker Brandt als Orsino, Marion Degler als Olivia, Gertraud Jesserer als Viola, Jochen Brockmann als Sir Toby Belch, Peter Vogel als Sir Andrew, Leopold Rudolf als Malvolio, Elfriede Ott als Maria und Kurt Sowinetz als Kaspar zu sehen waren. 1987 strahlte das ZDF eine Inszenierung der Münchner Kammerspiele aus; unter der Regie von Dieter Dorn spielte Rolf Boysen den Orsino und Cornelia Froboess die Viola.
Literarische Adaptionen
Literarisch wurde der Stoff ebenfalls aufgenommen in dem Jugendroman von Celia Rees Das Mädchen und der Narr (Orig. The Fool’s Girl, Bloomsbury 2010), in dem die Entstehungsgeschichte des Stückes beschrieben wird. In dieser Erzählung trifft der junge – noch unbekannte – William Shakespeare auf einem Gauklerfest den Narren Feste und seine Gehilfin Violetta, die, wie sich herausstellt, die vertriebene Herzogstochter Viola aus Illyrien ist. Im weiteren Verlauf des Romans erzählt diese ihre Geschichte und bittet Shakespeare um Hilfe, eine gestohlene Reliquie aus ihrer Heimat wiederzuerlangen.

## Textausgaben
Gesamtausgaben
- John Jowett, William Montgomery, Gary Taylor und Stanley Wells (Hrsg.): The Oxford Shakespeare. The Complete Works. Oxford University Press, Oxford 2005, ISBN 978-0-19-926718-7
- Jonathan Bate, Eric Rasmussen (Hrsg.): William Shakespeare Complete Works. The RSC Shakespeare, Macmillan Publishers 2008, ISBN 978-0-230-20095-1

Englisch
- Elizabeth Story Donno (Hrsg.): William Shakespeare: Twelfth Night. New Cambridge Shakespeare. Cambridge University Press, Cambridge 1985, 2004, ISBN 978-0-521-53514-4.
- Keir Elam (Hrsg.): William Shakespeare: Twelfth Night. Arden Series. Arden, London 2008, ISBN 978-1-903436-99-8.
- John Maule Lothian, Thomas Wallace Craik (Hrsg.): William Shakespeare: Twelfth Night. The Arden Shakespeare. Second Series. Methuen, London 1975, ISBN 978-1-904271-15-4.
- Roger Warren, Stanley Wells (Hrsg.): William Shakespeare: Twelfth Night. Oxford Shakespeare. Oxford University Press, Oxford 1994, 2008, ISBN 978-0-19-953609-2.

Deutsch
- Frank Günther (Hrsg.): William Shakespeare: Was ihr wollt (Twelfth Night). Zweisprachige Ausgabe. dtv, München 2007, ISBN 978-3-423-12486-7.
- Dietrich Klose (Hrsg.): William Shakespeare: Was ihr wollt. Aus dem Englischen von August Wilhelm Schlegel. Reclam, Stuttgart 1970.
- Therese Steffen (Hrsg.): William Shakespeare: Twelfth Night Or, What You Will. Zwölfte Nacht Oder, Was Ihr Wollt. Englisch-Deutsche Studienausgabe. Stauffenburg, Tübingen 1992, ISBN 978-3-7720-1942-5.